# Dorota Urbaniak
Dorota Urbaniak, nekdanja kanadska veslačica, * 6. maj 1972, Łask, Poljska.
S kanadskim osmercem je na Poletnih olimpijskih igrah 2000 v Sydneyju z osmercem osvojila bron.